# Armand-Désiré de Vignerot du Plessis-Richelieu

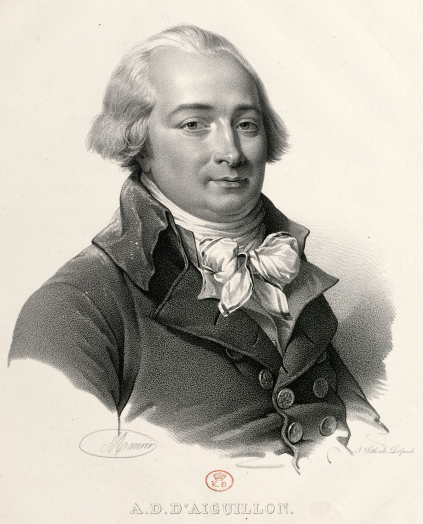
Lithoportret door Delpech

Armand-Désiré de Vignerot du Plessis-Richelieu, hertog van Aiguillon en graaf van Agenais (Parijs, 31 oktober 1761 – Hamburg, 4 mei 1800) was een Frans edelman, militair en politicus. Hij was een puissant rijke pair de France die tot 1792 de Franse Revolutie steunde en daarna in ballingschap verarmde.

## Leven
Zijn vader Emmanuel-Armand, minister van Buitenlandse Zaken en gouverneur van Bretagne onder Lodewijk XV, was in ongenade gevallen en stierf in 1788 in ballingschap. Zoon Armand-Désiré weet dit aan koningin Marie Antoinette, die hij geen warm hart toedroeg. Hij had vanaf 1773 gediend in de lichte cavalerie van de koninklijke garde en was in 1785 getrouwd met burggravin Jeanne-Henriette de Navailles-Mirepeix. Bij de dood van zijn vader 1788 volgde hij hem op als hertog en kort nadien werd hij veldmaarschalk van het regiment Royal-Pologne.
In 1789 werd Aiguillon gekozen om de adel van Agen te vertegenwoordigen in de Staten-Generaal. Ondanks zijn standsbelangen – na de koning was hij de meest vermogende man van Frankrijk – had hij geen vertrouwen in de capaciteiten van Lodewijk XVI om de crisis te overwinnen en koos hij de kant van de revolutie. Hij vergaderde met de Société des Trente en behoorde tot de 47 edellieden die op 25 juni de derde stand vervoegden in de pas gevormde Nationale Vergadering. Als een van de leiders van de Club breton presenteerde hij in de nacht van 4 augustus hun plan om het feodalisme af te schaffen. Het werd zeer symbolisch geacht dat Aiguillon, met zijn uitgestrekte landgoederen, degene was die de afstand van de feodale lasten voorstelde, weliswaar tegen vergoeding, maar het effect werd wat verzwakt doordat Noailles net voor hem hetzelfde voorstel had gedaan onder genereuzere voorwaarden.
Aiguillon steunde een niet-absoluut vetorecht voor de koning en een monocameraal parlement. Door dergelijke standpunten haalde hij zich de haat van de conservatieve aristocraten op de hals. Hij werd ervan beschuldigd te sympathiseren met de Mars op Versailles en het verhaal werd zelfs verspreid dat hij er vermomd als viswijf aan had deelgenomen. Na de Vlucht naar Varennes schoof Aiguillon op naar het centrum. Bij de ontbinding van de Nationale Grondwetgevende Vergadering was hij zoals de andere grondwetgevers niet meer herkiesbaar en hervatte hij zijn militaire carrière. Hij werd maarschalk van het Rijnleger.
De Bestorming van de Tuilerieën op 10 augustus 1792 werd door Aiguillon veroordeeld. Hij werd ervan verdacht samen te spannen met La Fayette, maar wist over de grens te raken voor hij kon worden aangehouden. Zijn goederen werden verbeurdverklaard en hij ging in ballingschap naar Londen en Duitsland. Met de restauratiecomplotten van de émigrés liet hij zich niet in. In Hamburg begon hij een handelszaak met de gebroeders Charles en Alexandre de Lameth. Hoewel de staatsgreep van 18 Brumaire, die het Consulaat aan de macht bracht, ervoor zorgde dat hij van de proscriptielijst werd gehaald, zag hij zijn geboorteland niet meer terug, want hij stierf op 38-jarige leeftijd in Hamburg.

## Bron
- Paul R. Hanson, Historical Dictionary of the French Revolution, 2015, p. 15

## Voetnoten
1. ↑  Jean-Baptiste en Pierre-Jullien de Courcelles, Histoire généalogique et héraldique des pairs de France, vol. 8, 1827, p. 360

- Bibliothèque nationale de France: cb12529032h (data)
- Gemeinsame Normdatei: 120941295
- International Standard Name Identifier: 0000 0000 8138 283X
- Library of Congress Control Number: no91023313
- Istituto Centrale per il Catalogo Unico: IEIV139687
- Système universitaire de documentation: 035764147
- Union List of Artist Names: 500357018
- Virtual International Authority File: 59194207